# Bradley King
Bradley King (4 de agosto de 1894 — 1977) foi uma roteirista e a esposa do diretor John Griffith Wray. Escreveu os roteiros para 56 filmes.